# Красний Маяк (Владимирська область)
Красний Маяк (рос. Красный Маяк) — селище у Ковровському районі Владимирської області Російської Федерації.
Входить до складу муніципального утворення Івановське сільське поселення. Населення становить 623 особи (2010).

## Історія
Населений пункт розташований на землях фіно-угорського народу мещери.
Від 10 квітня 1929 року належить до Ковровського району, утвореного спочатку у складі Івановської промислової області, а відтак від 14 серпня 1944 року у складі новоутвореної Владимирської області.
Згідно із законом від 11 травня 2005 року входить до складу муніципального утворення Івановське сільське поселення.

## Населення
| 1859 | 1905 | 1926 | 1959  | 1970  | 1979 | 1989 |
| ---- | ---- | ---- | ----- | ----- | ---- | ---- |
| 274  | ↗480 | ↗684 | ↗1065 | ↗1125 | ↘936 | ↘834 |
| 2002 | 2010 |      |       |       |      |      |
| ↗876 | ↘623 |      |       |       |      |      |